# Aleiodes abdominalis
Aleiodes abdominalis – gatunek błonkówki z rodziny męczelkowatych.

## Budowa ciała
Osiąga 6–8 mm długości. Otwór gębowy okrągły. Pole malarne dłuższe niż szerokość żuwaczek u podstawy. Czułki składają się z 54–63 segmentów. Przyoczka małe, odległość między okiem a przyoczkiem bocznym wyraźnie większa niż jego średnica. Średnia długość przedplecza mniejsza niż odległość między przyoczkiem bocznym a żeberkiem potylicznym. Mezopleuron gładki. Pierwszy tergit metasomy węższy u podstawy i szerszy na końcu, zaś trzeci jest żebrowany w przedniej części i gładki dalej. U samców 4–6 tergit metasomy pokryty gęstymi włoskami. U samic koniec metasomy nie jest zwężony (dymorfizm płciowy). Koniec goleni tylnych odnóży bez rzędu sztywnej szczecinki wzdłuż wewnętrznej krawędzi. Pazurki stóp silnie grzebieniaste na całej długości. Żyłka Żyłka 1cu-a w przednim skrzydle znajduje się w mniejszej odległości od żyły M niż trzy jej długości. Żyłka Rs w tylnym skrzydle lekko zakrzywiona w dół. Żyłka m-Cu w tylnym skrzydle obecna.
Ubarwienie cała przeważnie dwukolorowe, pomarańczowo-czarne. Głowa i metasoma czarne, pierwsze trzy tergity metasomy pomarańczowe, pozostałe ubarwione zmiennie – pomarańczowo bądź czarno. Pokrywka skrzydłowa żółta. Czułki oraz nogi pomarańczowe. stopy tylnych odnóży pomarańczowe do ciemnobrązowych. Skrzydła lekko pigmentowane.

## Zasięg występowania
Gatunek ten występuje we wschodniej części Ameryki Północnej od Quebecu i Ontario w Kanadzie na płn., po Karolinę Północną na płd. i Dakotę Południową i Arizonę na zach. Częstszy we wschodniej części zasięgu.

## Biologia i ekologia
Aleiodes abdominalis jest wewnętrznym parazytoidem larw ciem z rodziny sówkowatych, choć żywiciele są słabo poznani. Mumia ma długość ok. 1 cm, jest gładka i ubarwiona ciemnobrązowo przez co jest trudna do zauważenia na zdrewniałych częściach roślin. Może być to przyczyną słabego poznania żywicieli tego gatunku.  W północnej części zasięgu imago pojawiają się na początku czerwca.